# Горпенко, Анатолий Андреевич
Анато́лий Андре́евич Горпе́нко (1916—1980) — советский художник-баталист. Лауреат двух Сталинских премий (1949, 1950).

## Биография
Родился 1 (14) марта 1916 года в Харькове.
В 1936—1939 годах учился в ХХИ у С. М. Прохорова и Н. С. Самокиша.
Переехал в Москву. С 1940 года принимал участие в выставках.
В 1939—1962 годах работал в СВХ имени М. Б. Грекова.
Участник Великой Отечественной войны.

Могила на Донском кладбище

Умер 1 сентября 1980 года. Похоронен на Донском кладбище.

## Семья
- жена — Гладкая Тамара Дмитриевна (1917—1998). Окончила МГАХИ имени В. И. Сурикова. Работала в жанрах пейзажа, натюрморта, портрета. Постоянный участник Всесоюзных и Московских выставок с 1953 года[3].

## Творчество
- Диорамы:
  - «Переправа войск Советской Армии через Днепр» (1945)
  - «Форсирование Днепра войсками Советской Армии» (1947; с А. М. Стадником и П. И. Жигимонтом)
  - «Сталинградская битва» (1950)
- Памятник воинам Советской Армии в Берлине (1949; совместно с Е. В. Вучетичем и Я. Б. Белопольским)
- Панорама «Волочаевская битва» (1975; совместно с С. Д. Агаповым)

## Награды и премии
- Сталинская премия второй степени (1949) — за участие в создании диорамы «Форсирование Днепра войсками Советской Армии».[4]
- Сталинская премия первой степени (1950) — за создание 9-метровой мозаики в траурном зале Мемориала советским воинам-освободителям в Трептов-парке.